# Owando
Owando es una ciudad de la República del Congo, chef-lieu del departamento de Cuvette en el centro del país. En el censo de 2011 estaba constituida como un distrito con una población de 40 174 habitantes. En 2017 se aprobó el otorgamiento de un nuevo estatus de comuna para la ciudad y en los próximos años comenzará a funcionar según dicho régimen administrativo.
Fue fundada como Rousset en 1903 y renombrada rápidamente como Fuerte Rousset (1904), tomando su actual nombre en 1977.
Una diócesis católica fue establecida el 14 de septiembre de 1955.
Se ubica a orillas del río Kouyou, unos 500 km al norte de la capital nacional Brazzaville sobre la carretera N2. Al oeste de la ciudad sale la carretera P34 que lleva a Ewo.